# Ransom (Pendulum)
Ransom è un singolo del gruppo musicale australiano Pendulum, pubblicato il 6 aprile 2011.

## Descrizione
Ransom avrebbe dovuto essere incluso nel terzo album del gruppo, Immersion. Tuttavia secondo quanto dichiarato dal frontman Rob Swire, il brano «non si intonava con lo stile dell'album», nonostante numerosi fan fossero curiosi di ascoltarlo.
Il gruppo ha successivamente dichiarato che Ransom sarebbe stata pubblicata sotto forma di download gratuito o di lato B di un ipotetico singolo, ma ad ogni modo avrebbe visto la propria uscita. In seguito, Swire ha però rivelato che il brano non sarebbe mai stato pubblicato in quanto l'ha ritenuto «noioso fin dall'introduzione» e che inoltre gran parte dei file coinvolti nel progetto del brano erano stati danneggiati.

Tuttavia, il 6 aprile 2011 il gruppo ha reso disponibile il brano per il download digitale, i cui proventi sono stati devoluti in maniera equa alle organizzazioni umanitarie Croce Rossa e Medici senza frontiere per le vittime colpite dal Terremoto e maremoto del Tōhoku del 2011. A tal proposito, Swire ha commentato:

## Tracce
1. Ransom – 5:54

## Classifiche
| Classifica (2011) | Posizione massima |
| ----------------- | ----------------- |
| Regno Unito       | 193               |